# Луцій Папірій Красс (військовий трибун з консульською владою 368 року до н. е.)
Лу́цій Папі́рій Красс (лат. Lucius Papirius Crassus; IV століття до н. е.) — політичний і військовий діяч Римської республіки, військовий трибун з консульською владою (консулярний трибун) 368 року до н. е.

## Біографічні відомості
Походив з патриціанського роду Папіріїв. Ймовірно його батьком був Луцій Папірій Красс, військовий трибун з консульською владою 382 року до н. е.
368 року до н. е. його було обрано військовим трибуном з консульською владою разом з Спурієм Сервілієм Структом, Сервієм Корнелієм Малугіненом, Сервієм Сульпіцієм Претекстатом, Тітом Квінкцієм Цинціннатом Капітоліном, Луцієм Ветурієм Крассом Цикуріном.
Коли народні трибуни Гай Ліциній Кальв Столон і Луцій Секстій Латеран долучили італійські племена до голосування з питання запропонованих законів на користь плебеїв, незважаючи на вето, накладене іншими народними трибунами, сенат призначив Марка Фурія Камілла диктатором задля того, щоб не допустити голосування законів, запропонованих Гаєм Ліцінієм і Луцієм Секстієм. Про безпосередні дії самого Луція Папірія відомостей немає.
Подальша доля Луція Папірія невідома. 

## Родина
- Сини:

- Луцій Папірій Красс, консул 336 і 330 років до н. е.
- Марк Папірій Красс, диктатор 382 року до н. е.